# Full Clip: A Decade of Gang Starr
Albums de Gang Starr
Moment of Truth
(1998) The Ownerz
(2003)
Full Clip: A Decade of Gang Starr est une compilation de Gang Starr, sortie le 13 juillet 1999.
En plus des chansons déjà présentes sur les autres albums, on trouve aussi des inédits et des morceaux rares comme les singles Full Clip et Discipline ou les remixes The Militia II (Remix) (en collaboration avec le rappeur West Coast WC et le rappeur new yorkais Rakim) et You Know My Steez (Three Men and a Lady Remix) (en collaboration avec Kurupt et la rappeuse The Lady of Rage).
L'album s'est classé 11e au Top R&B/Hip-Hop Albums et 33e au Billboard 200 et a été certifié disque d'or par la Recording Industry Association of America (RIAA) le 19 août 1999.

## Liste des titres

### Disque 1
| No  | Titre                                               | Album original                      | Durée |
| --- | --------------------------------------------------- | ----------------------------------- | ----- |
| 1.  | Intro                                               | Full Clip: A Decade of Gang Starr   | 2:09  |
| 2.  | Full Clip                                           | Full Clip: A Decade of Gang Starr   | 3:37  |
| 3.  | Discipline (featuring Total)                        | Full Clip: A Decade of Gang Starr   | 4:17  |
| 4.  | Words I Manifest (Remix)                            | No More Mr. Nice Guy                | 5:09  |
| 5.  | Ex Girl to Next Girl                                | Daily Operation                     | 4:39  |
| 6.  | I'm the Man (featuring Lil' Dap et Jeru the Damaja) | Daily Operation                     | 4:04  |
| 7.  | Mass Appeal                                         | Hard to Earn                        | 3:40  |
| 8.  | Jazz Thing (Video Mix)                              | Bande originale de Mo' Better Blues | 4:43  |
| 9.  | The Militia (featuring Big Shug et Freddie Foxxx)   | Moment of Truth                     | 4:48  |
| 10. | Tonz 'O' Gunz                                       | Hard to Earn                        | 3:53  |
| 11. | Royalty (featuring K-Ci & JoJo)                     | Moment of Truth                     | 4:11  |
| 12. | Who's Gonna Take the Weight?                        | Step in the Arena                   | 3:53  |
| 13. | You Know My Steez                                   | Moment of Truth                     | 3:44  |
| 14. | Above the Clouds (featuring Inspectah Deck)         | Moment of Truth                     | 3:45  |
| 15. | Just to Get a Rep                                   | Step in the Arena                   | 3:07  |
| 16. | DWYCK (featuring Nice & Smooth)                     | Hard to Earn                        | 4:02  |

### Disque 2
| No  | Titre                                                                                 | Album original                    | Durée |
| --- | ------------------------------------------------------------------------------------- | --------------------------------- | ----- |
| 1.  | All 4 Tha Ca$h                                                                        | Full Clip: A Decade of Gang Starr | 2:30  |
| 2.  | Step in the Arena                                                                     | Step in the Arena                 | 3:34  |
| 3.  | Work                                                                                  | Moment of Truth                   | 2:56  |
| 4.  | Soliloquy of Chaos                                                                    | Daily Operation                   | 3:14  |
| 5.  | Take It Personal                                                                      | Daily Operation                   | 3:04  |
| 6.  | Speak Ya Clout (featuring Lil' Dap et Jeru the Damaja)                                | Hard to Earn                      | 3:34  |
| 7.  | Gotta Get Over (Taking Loot)                                                          | Bande originale de Trespass       | 3:44  |
| 8.  | 1/2 & 1/2 (featuring M.O.P.)                                                          | Bande originale de Blade          | 4:14  |
| 9.  | The ? Remainz                                                                         | Single Suckas Need Bodyguards     | 3:36  |
| 10. | Code of the Streets                                                                   | Hard to Earn                      | 3:29  |
| 11. | So Wassup?!                                                                           | Single You Know My Steez          | 2:22  |
| 12. | Now You're Mine                                                                       | Hard to Earn                      | 2:55  |
| 13. | Betrayal (featuring Scarface)                                                         | Moment of Truth                   | 4:51  |
| 14. | B.Y.S.                                                                                | Daily Operation                   | 3:05  |
| 15. | Credit Is Due                                                                         | Single Love Sick                  | 4:50  |
| 16. | The Militia II (Remix) (featuring WC et Rakim)                                        | Bande originale de Belly          | 3:38  |
| 17. | You Know My Steez (Three Men and A Lady Remix) (featuring Kurupt et The Lady of Rage) | Single The Militia                | 3:29  |

| 18. | Take Two and Pass | Daily Operation   | 3:15 |
| 19. | As I Read My S-A  | Step in the Arena | 3:02 |